# Белосавлевичи
Белосавлевичи (на сръбски: Бјелосављевићи) е село в Босна и Херцеговина, разположено в община Соколац, в ентитета на Република Сръбска. Намира се на 841 метра надморска височина. Населението му според преброяването през 2013 г. е 69 души, от тях: 69 (100 %) сърби.

## Население
Численост на населението според преброяванията през годините:
- 1961 – 204 души
- 1971 – 175 души
- 1981 – 134 души
- 1991 – 113 души
- 2013 – 69 души